# Jatrophihabitans telluris
Jatrophihabitans telluris es una bacteria grampositiva del género Jatrophihabitans. Fue descrita en el año 2018. Su etimología hace referencia a telúrico. Es aerobia e inmóvil. Tiene un tamaño de 0,4-0,5 μm de ancho por 1-1,1 μm de largo. Catalasa positiva y oxidasa negativa. Forma colonias de color amarillo claro, convexas y redondas en agar R2A. Temperatura de crecimiento entre 10-30 °C, óptima de 25 °C. Tiene un contenido de G+C de 68,1%. Se ha aislado de suelos en Jeju, Corea del Sur.